# یانیک آیسن
یانیک آیسن (انگلیسی: Yannick Eijssen؛ زادهٔ ۲۶ ژوئن ۱۹۸۹) دوچرخه‌سوار اهل بلژیک است.
از باشگاه‌هایی که در آن بازی کرده‌است می‌توان به تیم بی‌ام‌سی و وانتی–گروپ گوبر اشاره کرد.